# 교통환경연구소
교통환경연구소(交通環境硏究所)는 자동차의 배출가스 저감과 저공해엔진 인증에 관한 조사·연구를 분장하는 국립환경과학원의 소속기관이다. 2005년 2월 11일 발족하였으며, 인천광역시 서구 환경로 42에 위치하고 있다. 소장은 공업연구관·보건연구관 또는 환경연구관으로 보한다.

## 직무
- 자동차 배출가스 허용기준 및 측정방법에 관한 조사·연구
- 자동차 배출가스 특성에 관한 조사·연구
- 자동차 배출가스 저감대책에 관한 조사·연구
- 자동차 연료 및 첨가제에 의한 배출가스 조사·연구
- 자동차 배출가스 저감기술개발
- 자동차 배출가스 및 소음에 관한 인증시험 검사
- 자동차 배출가스 결함확인검사
- 자동차 배출가스 저감 신기술에 대한 평가
- 배출가스 저감장치 또는 저공해엔진 인증검사방법에 관한 조사·연구 및 인증에 관한 사항
- 배출가스 저감장치 또는 저공해엔진 부착 자동차의 수리검사 및 결함확인검사
- 자동차의 대기오염물질 배출등급 및 연료의 품질등급 검사

## 연혁
- 1980년 1월 3일: 국립환경연구원 대기연구부에 자동차공해연구담당관 개설.
- 1990년 1월 3일: 자동차공해연구소로 개편.
- 2005년 2월 11일: 교통환경연구소로 개편.
- 2005년 7월 22일: 국립환경과학원 소속으로 변경.